# Países Bajos en la Copa Mundial de Fútbol de 2014
La selección de los Países Bajos fue uno de los 32 equipos participantes de la Copa Mundial de Fútbol de 2014, torneo que se llevó a cabo del 12 de junio al 13 de julio en Brasil. 
Fue junto con Italia, una de las dos primeras selecciones europeas en clasificarse al certamen mundialista. Esta fue su décima participación en mundiales y tercera consecutiva desde Alemania 2006. Durante el Mundial, estuvo encuadrada en el Grupo B junto a España, Chile y Australia.
Bajo la dirección del entrenador Louis van Gaal, los Países Bajos hicieron su debut mundialista con una victoria contundente 5-1 sobre España, campeona defensora, con dobletes de Robin van Persie y Arjen Robben, además de un gol de Stefan de Vrij, demostrando su gran juego ofensivo y táctico. En el segundo partido, la Naranja enfrentó a la selección australiana, donde obtuvieron una victoria ajustada por 3-2 con goles de Van Persie, Memphis Depay y Robben. Países Bajos con este triunfo ya tenía su clasificación a octavos asegurada, y en el cierre de la fase de grupos, enfrentaron a la selección de Chile, donde obtuvieron un triunfo por 2-0 con goles de Leroy Fer y Memphis Depay, asegurando el primer puesto del Grupo B con puntaje perfecto. 
En la fase eliminatoria, los Países Bajos avanzaron con determinación. En los octavos de final, les tocó enfrentar a México, donde comenzaron perdiendo por 0-1 en el segundo tiempo gracias a un gol de Giovani Dos Santos en el minuto 48. Durante el segundo tiempo, la Naranja pudo remontar el partido gracias a un gol de Wesley Sneijder en el minuto 88 y casi en el final del partido con un gol de Klaas-Jan Huntelaar desde el punto penal. En los cuartos de final, protagonizaron un emocionante enfrentamiento contra Costa Rica, dónde ningún equipo pudo anotar en todo el partido, y el encuentro terminó 0-0 yéndose a los penales. Países Bajos logró vencer a Costa Rica en la tanda de penales por 4-3 con una destacada actuación del portero neerlandés Tim Krul, quien entró específicamente para este desempate.
En las semifinales, los Países Bajos les tocó enfrentar a Argentina, donde fueron eliminados  en una reñida batalla que terminó 4-2 en la tanda de penales con una gran actuación de Sergio Romero, después de un empate sin goles en el tiempo reglamentario y la prórroga. En el partido por el tercer lugar, enfrentaron a Brasil, quien llegó tras perder en las semifinales frente a Alemania. La Naranja obtuvo una victoria por 3-0, con goles de Robin Van Persie, Daley Blind y Georginio Wijnaldum, finalizando su participación quedando en el tercer puesto.
Como un hecho particular de su participación, encontramos que utilizó a la totalidad de su plantilla (23 jugadores) durante la fase final de la Copa del Mundo, tras el ingreso del portero reserva Michel Vorm en reemplazo del titular Jasper Cillessen, durante los descuentos del partido por el tercer lugar. Este suceso solo se había producido con tres selecciones anteriormente, siendo Países Bajos la primera en realizarlo con el límite de 23 jugadores.

## Clasificación
Países Bajos disputó las eliminatorias de la UEFA en el grupo D, obtuvo la clasificación de forma directa como primera de su grupo. Bajo la dirección de Louis van Gaal, el equipo mostró un ataque contundente, anotando 34 goles y recibiendo solo 5. Jugadores clave como Robin van Persie, quien fue el máximo goleador del equipo con 11 tantos, y Arjen Robben fueron fundamentales en el desempeño neerlandés. Terminó su participación de manera invicta con nueve victorias y un empate siendo la selección con el mejor rendimiento del torneo, junto con la selección de Alemania, al obtener 28 puntos de 30 en juego y un rendimiento del 93,3%. Países Bajos aseguró su presencia en Brasil 2014, con dos partidos de antelación, al derrotar en Andorra la Vieja a Andorra por 2 - 0 el 10 de septiembre de 2013.
| Equipo       | Pts | PJ | PG | PE | PP | GF | GC | Dif |
| ------------ | --- | -- | -- | -- | -- | -- | -- | --- |
| Países Bajos | 28  | 10 | 9  | 1  | 0  | 34 | 5  | 29  |
| Rumania      | 19  | 10 | 6  | 1  | 3  | 19 | 12 | 7   |
| Hungría      | 17  | 10 | 5  | 2  | 3  | 21 | 20 | 1   |
| Turquía      | 16  | 10 | 5  | 1  | 4  | 16 | 9  | 7   |
| Estonia      | 7   | 10 | 2  | 1  | 7  | 6  | 20 | -14 |
| Andorra      | 0   | 10 | 0  | 0  | 10 | 0  | 30 | -30 |

| Fecha                    | Lugar            |              |                             | Resultado |                             |              |
| ------------------------ | ---------------- | ------------ | --------------------------- | --------- | --------------------------- | ------------ |
| 7 de septiembre de 2012  | Ámsterdam        | Países Bajos | Bandera de los Países Bajos | 2:0 (1:0) | Bandera de Turquía          | Turquía      |
| 11 de septiembre de 2012 | Budapest         | Hungría      | Bandera de Hungría          | 1:4 (1:2) | Bandera de los Países Bajos | Países Bajos |
| 12 de octubre de 2012    | Róterdam         | Países Bajos | Bandera de los Países Bajos | 3:0 (2:0) | Bandera de Andorra          | Andorra      |
| 16 de octubre de 2012    | Bucarest         | Rumanía      | Bandera de Rumania          | 1:4 (1:3) | Bandera de los Países Bajos | Países Bajos |
| 22 de marzo de 2013      | Ámsterdam        | Países Bajos | Bandera de los Países Bajos | 3:0 (0:0) | Bandera de Estonia          | Estonia      |
| 26 de marzo de 2013      | Ámsterdam        | Países Bajos | Bandera de los Países Bajos | 4:0 (1:0) | Bandera de Rumania          | Rumanía      |
| 6 de septiembre de 2013  | Tallin           | Estonia      | Bandera de Estonia          | 2:2 (1:1) | Bandera de los Países Bajos | Países Bajos |
| 10 de septiembre de 2013 | Andorra la Vieja | Andorra      | Bandera de Andorra          | 0:2 (0:0) | Bandera de los Países Bajos | Países Bajos |
| 11 de octubre de 2013    | Ámsterdam        | Países Bajos | Bandera de los Países Bajos | 8:1 (4:0) | Bandera de Hungría          | Hungría      |
| 15 de octubre de 2013    | Estambul         | Turquía      | Bandera de Turquía          | 0:2 (0:1) | Bandera de los Países Bajos | Países Bajos |

### Goleadores
| Jugador              | Goles | PJ |
| -------------------- | ----- | -- |
| Robin van Persie     | 11    | 9  |
| Rafael van der Vaart | 5     | 5  |
| Jeremain Lens        | 5     | 9  |
| Arjen Robben         | 3     | 6  |
| Klaas Jan Huntelaar  | 2     | 2  |
| Ruben Schaken        | 2     | 3  |
| Bruno Martins Indi   | 2     | 8  |
| Luciano Narsingh     | 1     | 3  |
| Wesley Sneijder      | 1     | 6  |
| Kevin Strootman      | 1     | 9  |

## Preparación

### Campamento base
En diciembre de 2013 la selección de los Países Bajos anunció que la ciudad de Río de Janeiro fue la elegida para ser la sede de su campamento base durante su participación en la copa mundial, de esta manera Países Bajos compartirá la sede con otra selección europea; la selección de Inglaterra que también eligió la ciudad carioca. Previamente hubo acercamientos entre dirigentes de la federación holandesa y dirigentes del club Flamengo para concretar un acuerdo en marzo de ese mismo año.
La selección neerlandesa utilizará las instalaciones del Estádio José Bastos Padilha, propiedad del club Flamengo, para los entrenamientos de los jugadores; el recinto se encuentra ubicado en el barrio Gávea en la zona sur de la ciudad de Río. En tanto el hospedaje de toda la delegación será en el Hotel Cesar Park en el barrio de Ipanema, el hotel fue elegido entre otras cosas por la cercanía con el estadio en el que se realizarán los entrenamientos.

### Amistosos previos
| 16 de noviembre de 2013 | Países Bajos                   | 2:2 (2:1) | Japón                 | Cristal Arena, Genk, Bélgica                              |                                                           |
|                         | Van der Vaart 12' · Robben 38' | Reporte   | Osako 43' · Honda 59' | Asistencia: 13,616 espectadores Árbitro(s): Serge Gumieny | Asistencia: 13,616 espectadores Árbitro(s): Serge Gumieny |

| 19 de noviembre de 2013 | Países Bajos | 0:0     | Colombia | Amsterdam Arena, Ámsterdam, Países Bajos                  |                                                           |
|                         |              | Reporte |          | Asistencia: 51,000 espectadores Árbitro(s): Florián Meyer | Asistencia: 51,000 espectadores Árbitro(s): Florián Meyer |

| 5 de marzo de 2014 | Francia                   | 2:0 (2:0) | Países Bajos | Stade de France, Saint-Denis, Francia                       |                                                             |
|                    | Benzema 32' · Matuidi 41' | Reporte   |              | Asistencia: 78,292 espectadores Árbitro(s): Martin Atkinson | Asistencia: 78,292 espectadores Árbitro(s): Martin Atkinson |

| 17 de mayo de 2014 | Países Bajos   | 1:1 (1:1) | Ecuador    | Amsterdam Arena, Ámsterdam, Países Bajos                   |                                                            |
|                    | van Persie 37' | Reporte   | Montero 9' | Asistencia: 50,000 espectadores Árbitro(s): Pavel Královec | Asistencia: 50,000 espectadores Árbitro(s): Pavel Královec |

| 31 de mayo de 2014 | Países Bajos  | 1:0 (1:0) | Ghana | De Kuip, Róterdam, Países Bajos                           |                                                           |
|                    | van Persie 5' | Reporte   |       | Asistencia: 51,117 espectadores Árbitro(s): Carlos Xistra | Asistencia: 51,117 espectadores Árbitro(s): Carlos Xistra |

| 4 de junio de 2014 | Países Bajos          | 2:0 (1:0) | Gales | Amsterdam Arena, Ámsterdam, Países Bajos                    |                                                             |
|                    | Robben 32' · Lens 76' | Reporte   |       | Asistencia: 51,000 espectadores Árbitro(s): Bülent Yildirim | Asistencia: 51,000 espectadores Árbitro(s): Bülent Yildirim |

## Plantel

### Cuerpo técnico
Taborne analista de videos

| Cuerpo Técnico     | Cuerpo Técnico | Cuerpo Técnico          | Cuerpo Técnico               |
| ------------------ | -------------- | ----------------------- | ---------------------------- |
| Entrenador:        | Louis van Gaal | Asistentes:             | Danny Blind Patrick Kluivert |
| Preparador físico: | Rene Wormhoudt | Preparador de arqueros: | Frans Hoek                   |

### Lista provisional
Louis van Gaal dio a conocer una lista provisional de 30 jugadores convocados el 13 de mayo de 2014.
Los siguientes jugadores fueron incluidos en la lista provisional de 30 convocados que la Real Federación de Fútbol de los Países Bajos envió a la FIFA, pero no formaron parte de la nómina definitiva de 23 jugadores elaborada por Louis van Gaal. El 28 de mayo se conoció que Rafael van der Vaart se perdería el mundial por una lesión en el muslo derecho que se produjo durante los entrenamientos con su selección.
| Nombre               | Posición       | Edad | PJ Sel | G  | Club      |
| -------------------- | -------------- | ---- | ------ | -- | --------- |
| Jeroen Zoet          | Portero        | 23   | 0      | 0  | PSV       |
| Karim Rekik          | Defensa        | 19   | 1      | 0  | PSV       |
| Patrick van Aanholt  | Defensa        | 23   | 2      | 0  | Vitesse   |
| Rafael van der Vaart | Centrocampista | 31   | 109    | 25 | Hamburgo  |
| Tonny Vilhena        | Centrocampista | 19   | 0      | 0  | Feyenoord |
| Jean-Paul Boëtius    | Delantero      | 20   | 1      | 0  | Feyenoord |
| Quincy Promes        | Delantero      | 22   | 1      | 0  | Twente    |

### Lista definitiva
La nómina definitiva de los 23 jugadores que asistieron al mundial se dio a conocer el 31 de mayo. La numeración que los jugadores llevaron en sus camisetas fue publicada en el sitio web oficial de la Selección neerlandesa.
| #     | Nombre              | Posición       | Edad           | PJ Sel         | G              | Club              |
| ----- | ------------------- | -------------- | -------------- | -------------- | -------------- | ----------------- |
| 1     | Jasper Cillessen    | Portero        | 25             | 8              | 0              | Ajax de Ámsterdam |
| 2     | Ron Vlaar           | Defensa        | 29             | 24             | 1              | Aston Villa       |
| 3     | Stefan de Vrij      | Defensa        | 22             | 12             | 0              | Feyenoord         |
| 4     | Bruno Martins Indi  | Defensa        | 22             | 2              | 2              | Feyenoord         |
| 5     | Daley Blind         | Defensa        | 24             | 12             | 0              | Ajax              |
| 6     | Nigel de Jong       | Centrocampista | 29             | 71             | 1              | Milán             |
| 7     | Daryl Janmaat       | Defensa        | 24             | 16             | 0              | Feyenoord         |
| 8     | Jonathan de Guzmán  | Centrocampista | 26             | 10             | 0              | Swansea City      |
| 9     | Robin van Persie    | Delantero      | 30             | 85             | 43             | Manchester United |
| 10    | Wesley Sneijder     | Centrocampista | 30             | 99             | 26             | Galatasaray       |
| 11    | Arjen Robben        | Delantero      | 30             | 75             | 23             | Bayern Múnich     |
| 12    | Paul Verhaegh       | Defensa        | 30             | 2              | 0              | Augsburgo         |
| 13    | Joël Veltman        | Defensa        | 22             | 2              | 0              | Ajax de Ámsterdam |
| 14    | Terence Kongolo     | Defensa        | 20             | 1              | 0              | Feyenoord         |
| 15    | Dirk Kuyt           | Delantero      | 33             | 98             | 24             | Fenerbahçe        |
| 16    | Jordy Clasie        | Centrocampista | 22             | 8              | 0              | Feyenoord         |
| 17    | Jeremain Lens       | Delantero      | 26             | 22             | 8              | Dinamo Kiev       |
| 18    | Leroy Fer           | Centrocampista | 24             | 6              | 0              | Norwich City      |
| 19    | Klaas-Jan Huntelaar | Delantero      | 30             | 62             | 34             | Schalke 04        |
| 20    | Georginio Wijnaldum | Centrocampista | 23             | 5              | 1              | PSV Eindhoven     |
| 21    | Memphis Depay       | Delantero      | 20             | 6              | 0              | PSV Eindhoven     |
| 22    | Michel Vorm         | Portero        | 30             | 14             | 0              | Swansea City      |
| 23    | Tim Krul            | Portero        | 26             | 5              | 0              | Newcastle United  |
| D. T. | Louis van Gaal      | Louis van Gaal | Louis van Gaal | Louis van Gaal | Louis van Gaal | Louis van Gaal    |

## Participación

### Partidos
| Fecha       | Lugar        | Instancia                    | Local        |                             | Resultado    |                             | Visitante    |
| ----------- | ------------ | ---------------------------- | ------------ | --------------------------- | ------------ | --------------------------- | ------------ |
| 13 de junio | Salvador     | Fase de grupos               | España       | Bandera de España           | 1:5 (1:1)    | Bandera de los Países Bajos | Países Bajos |
| 18 de junio | Porto Alegre | Fase de grupos               | Austria      | Bandera de Australia        | 2:3 (1:1)    | Bandera de los Países Bajos | Países Bajos |
| 23 de junio | Sao Paulo    | Fase de grupos               | Países Bajos | Bandera de los Países Bajos | 2:0 (0:0)    | Bandera de Chile            | Chile        |
| 29 de junio | Fortaleza    | Octavos de final             | Países Bajos | Bandera de los Países Bajos | 2:1 (0:0)    | Bandera de México           | México       |
| 5 de julio  | Salvador     | Cuartos de final             | Países Bajos | Bandera de los Países Bajos | 0:0 (4:3 p.) | Bandera de Costa Rica       | Costa Rica   |
| 9 de julio  | São Paulo    | Semifinales                  | Países Bajos | Bandera de los Países Bajos | 0:0 (2:4 p.) | Bandera de Argentina        | Argentina    |
| 12 de julio | Brasilia     | Partido por el tercer puesto | Brasil       | Bandera de Brasil           | 0:3 (0:2)    | Bandera de los Países Bajos | Países Bajos |

### Grupo B
| Equipo       | Pts. | PJ | PG | PE | PP | GF | GC | Dif. |
| ------------ | ---- | -- | -- | -- | -- | -- | -- | ---- |
| Países Bajos | 9    | 3  | 3  | 0  | 0  | 10 | 3  | 7    |
| Chile        | 6    | 3  | 2  | 0  | 1  | 5  | 3  | 2    |
| España       | 3    | 3  | 1  | 0  | 2  | 4  | 7  | -3   |
| Australia    | 0    | 3  | 0  | 0  | 3  | 3  | 9  | -6   |

#### España - Países Bajos
| 13 de junio de 2014, 16:00 | España                 | 1:5 (1:1) | Países Bajos                                      | Arena Fonte Nova, Salvador de Bahía                        |                                                            |
|                            | Xabi Alonso 26' (pen.) | Reporte   | van Persie 43' 71' · Robben 52' 79' · De Vrij 64' | Asistencia: 48 173 espectadores Árbitro(s): Nicola Rizzoli | Asistencia: 48 173 espectadores Árbitro(s): Nicola Rizzoli |

|  | Bandera de España |  | Bandera de los Países Bajos |  |
|  | ----------------- |  | --------------------------- |  |

| ESPAÑA             |    |                   |     |     |
|                    |    |                   |     |     |
| POR                | 1  | Iker Casillas     | 65' |     |
| DEF                | 22 | César Azpilicueta |     |     |
| DEF                | 3  | Gerard Piqué      |     |     |
| DEF                | 15 | Sergio Ramos      |     |     |
| DEF                | 18 | Jordi Alba        |     |     |
| MED                | 16 | Sergio Busquets   |     |     |
| MED                | 14 | Xabi Alonso       |     | 62' |
| MED                | 8  | Xavi Hernández    |     |     |
| DEL                | 21 | David Silva       |     | 78' |
| DEL                | 19 | Diego Costa       |     | 62' |
| DEL                | 6  | Andrés Iniesta    |     |     |
| Sustituciones:     |    |                   |     |     |
| DEL                | 9  | Fernando Torres   |     | 62' |
| DEL                | 11 | Pedro Rodríguez   |     | 62' |
| MED                | 10 | Cesc Fàbregas     |     | 78' |
| Entrenador:        |    |                   |     |     |
| Vicente del Bosque |    |                   |     |     |

| PAÍSES BAJOS   |    |                     |     |     |
|                |    |                     |     |     |
| POR            | 1  | Jasper Cillessen    |     |     |
| DEF            | 7  | Daryl Janmaat       |     |     |
| DEF            | 2  | Ron Vlaar           |     |     |
| DEF            | 3  | Stefan De Vrij      | 41' | 77' |
| DEF            | 4  | Bruno Martins Indi  |     |     |
| DEF            | 5  | Daley Blind         |     |     |
| MED            | 8  | Jonathan de Guzmán  | 25' | 62' |
| MED            | 6  | Nigel de Jong       |     |     |
| MED            | 10 | Wesley Sneijder     |     |     |
| DEL            | 9  | Robin van Persie    | 66' | 79' |
| DEL            | 11 | Arjen Robben        |     |     |
| Sustituciones: |    |                     |     |     |
| MED            | 20 | Georginio Wijnaldum |     | 62' |
| DEF            | 13 | Joël Veltman        |     | 77' |
| DEL            | 17 | Jeremain Lens       |     | 79' |
| Entrenador:    |    |                     |     |     |
| Louis van Gaal |    |                     |     |     |

| Árbitros asistentes: Renato Faverani Andrea Stefani Cuarto oficial: Svein Moen Árbitro asistente de reserva: Kim Haglund |

#### Australia - Países Bajos
| 18 de junio de 2014, 13:00 | Australia                       | 2:3 (1:1) | Países Bajos                            | Estadio Beira-Rio, Porto Alegre                             |                                                             |
|                            | Cahill 20' · Jedinak 53' (pen.) | Reporte   | Robben 19' · van Persie 57' · Depay 67' | Asistencia: 42 877 espectadores Árbitro(s): Djamel Haimoudi | Asistencia: 42 877 espectadores Árbitro(s): Djamel Haimoudi |

|  | Bandera de Australia |  | Bandera de los Países Bajos |  |
|  | -------------------- |  | --------------------------- |  |

| AUSTRALIA        |    |                    |     |     |
|                  |    |                    |     |     |
| POR              | 1  | Mathew Ryan        |     |     |
| DEF              | 19 | Ryan McGowan       |     |     |
| DEF              | 22 | Alex Wilkinson     |     |     |
| DEF              | 6  | Matthew Špiranović |     |     |
| DEF              | 3  | Jason Davidson     |     |     |
| MED              | 15 | Mile Jedinak       |     |     |
| MED              | 17 | Matt McKay         |     |     |
| MED              | 7  | Mathew Leckie      |     |     |
| MED              | 23 | Mark Bresciano     |     | 51' |
| MED              | 11 | Tommy Oar          |     | 77' |
| DEL              | 4  | Tim Cahill         | 43' | 69' |
| Sustituciones:   |    |                    |     |     |
| MED              | 13 | Oliver Bozanic     |     | 51' |
| DEL              | 10 | Ben Halloran       |     | 69' |
| DEL              | 9  | Adam Taggart       |     | 77' |
| Entrenador:      |    |                    |     |     |
| Ange Postecoglou |    |                    |     |     |

| PAÍSES BAJOS   |    |                     |     |        |
|                |    |                     |     |        |
| POR            | 1  | Jasper Cillessen    |     |        |
| DEF            | 7  | Daryl Janmaat       |     |        |
| DEF            | 2  | Ron Vlaar           |     |        |
| DEF            | 3  | Stefan De Vrij      |     |        |
| DEF            | 4  | Bruno Martins Indi  |     | 45'+2' |
| DEF            | 5  | Daley Blind         |     |        |
| MED            | 8  | Jonathan de Guzmán  |     | 78'    |
| MED            | 6  | Nigel de Jong       |     |        |
| MED            | 10 | Wesley Sneijder     |     |        |
| DEL            | 9  | Robin van Persie    | 47' | 87'    |
| DEL            | 11 | Arjen Robben        |     |        |
| Sustituciones: |    |                     |     |        |
| DEL            | 21 | Memphis Depay       |     | 45'+2' |
| MED            | 20 | Georginio Wijnaldum |     | 78'    |
| DEL            | 17 | Jeremain Lens       |     | 87'    |
| Entrenador:    |    |                     |     |        |
| Louis van Gaal |    |                     |     |        |

| Árbitros asistentes: Redouane Achik Abdelhalk Etchiali Cuarto oficial: Bakary Gassama Árbitro asistente de reserva: Evarist Menkouande |

#### Países Bajos - Chile
| 23 de junio de 2014, 13:00 | Países Bajos           | 2:0 (0:0) | Chile | Arena de São Paulo, São Paulo                              |                                                            |
|                            | Fer 76' · Depay 90'+1' | Reporte   |       | Asistencia: 62 996 espectadores Árbitro(s): Bakary Gassama | Asistencia: 62 996 espectadores Árbitro(s): Bakary Gassama |

|  | Bandera de los Países Bajos |  | Bandera de Chile |  |
|  | --------------------------- |  | ---------------- |  |

| PAÍSES BAJOS   |    |                     |     |     |
|                |    |                     |     |     |
| POR            | 1  | Jasper Cillessen    |     |     |
| DEF            | 7  | Daryl Janmaat       |     |     |
| DEF            | 2  | Ron Vlaar           |     |     |
| DEF            | 3  | Stefan De Vrij      |     |     |
| DEF            | 5  | Daley Blind         | 64' |     |
| DEF            | 15 | Dirk Kuyt           |     | 89' |
| MED            | 20 | Georginio Wijnaldum |     |     |
| MED            | 6  | Nigel de Jong       |     |     |
| MED            | 10 | Wesley Sneijder     |     | 75' |
| DEL            | 17 | Jeremain Lens       |     | 69' |
| DEL            | 11 | Arjen Robben        |     |     |
| Sustituciones: |    |                     |     |     |
| DEL            | 21 | Memphis Depay       |     | 69' |
| MED            | 18 | Leroy Fer           |     | 75' |
| DEF            | 14 | Terence Kongolo     |     | 89' |
| Entrenador:    |    |                     |     |     |
| Louis van Gaal |    |                     |     |     |

| CHILE          |    |                  |     |         |
|                |    |                  |     |         |
| POR            | 1  | Claudio Bravo    |     |         |
| DEF            | 5  | Francisco Silva  |     | 70'     |
| DEF            | 17 | Gary Medel       |     |         |
| DEF            | 18 | Gonzalo Jara     |     |         |
| MED            | 4  | Mauricio Isla    | 25' |         |
| MED            | 20 | Charles Aránguiz |     |         |
| MED            | 21 | Marcelo Díaz     |     |         |
| MED            | 2  | Eugenio Mena     |     |         |
| MED            | 16 | Felipe Gutiérrez |     | 46'(ET) |
| DEL            | 7  | Alexis Sánchez   |     |         |
| DEL            | 11 | Eduardo Vargas   |     | 81'     |
| Sustituciones: |    |                  |     |         |
| MED            | 15 | Jean Beausejour  |     | 46'(ET) |
| MED            | 10 | Jorge Valdivia   |     | 70'     |
| DEL            | 9  | Mauricio Pinilla |     | 81'     |
| Entrenador:    |    |                  |     |         |
| Jorge Sampaoli |    |                  |     |         |

| Árbitros asistentes: Evarist Menkouande Félicien Kabanda Cuarto oficial: Joel Aguilar Árbitro asistente de reserva: William Torres |

### Octavos de final

#### Países Bajos - México
| 29 de junio de 2014, 13:00 | Países Bajos                          | 2:1 (0:0) | México         | Estadio Castelão, Fortaleza                               |                                                           |
|                            | Sneijder 87' · Huntelaar 90+3' (pen.) | Reporte   | Dos Santos 47' | Asistencia: 58 817 espectadores Árbitro(s): Pedro Proença | Asistencia: 58 817 espectadores Árbitro(s): Pedro Proença |

|  | Bandera de los Países Bajos |  | Bandera de México |  |
|  | --------------------------- |  | ----------------- |  |

| PAÍSES BAJOS   |    |                     |  |     |
|                |    |                     |  |     |
| POR            | 1  | Jasper Cillessen    |  |     |
| DEF            | 12 | Paul Verhaegh       |  | 56' |
| DEF            | 3  | Stefan De Vrij      |  |     |
| DEF            | 2  | Ron Vlaar           |  |     |
| DEF            | 5  | Daley Blind         |  |     |
| DEF            | 15 | Dirk Kuyt           |  |     |
| MED            | 20 | Georginio Wijnaldum |  |     |
| MED            | 6  | Nigel de Jong       |  | 9'  |
| MED            | 10 | Wesley Sneijder     |  |     |
| DEL            | 9  | Robin van Persie    |  | 76' |
| DEL            | 11 | Arjen Robben        |  |     |
| Sustituciones: |    |                     |  |     |
| DEF            | 4  | Bruno Martins Indi  |  | 9'  |
| DEL            | 21 | Memphis Depay       |  | 56' |
| DEL            | 19 | Klaas Jan Huntelaar |  | 76' |
| Entrenador:    |    |                     |  |     |
| Louis van Gaal |    |                     |  |     |

| MÉXICO         |    |                     |        |         |
|                |    |                     |        |         |
| POR            | 1  | Guillermo Ochoa     |        |         |
| DEF            | 22 | Paul Aguilar        | 69'    |         |
| DEF            | 2  | Francisco Rodríguez |        |         |
| DEF            | 4  | Rafael Márquez      | 90'+2' |         |
| DEF            | 15 | Héctor Moreno       |        | 46'(ET) |
| DEF            | 7  | Miguel Layún        |        |         |
| MED            | 6  | Héctor Herrera      |        |         |
| MED            | 3  | Carlos Salcido      |        |         |
| MED            | 16 | Andrés Guardado     | 90'+3' |         |
| DEL            | 10 | Giovani dos Santos  |        | 61'     |
| DEL            | 19 | Oribe Peralta       |        | 75'     |
| Sustituciones: |    |                     |        |         |
| DEF            | 5  | Diego Reyes         |        | 46'(ET) |
| MED            | 20 | Javier Aquino       |        | 61'     |
| DEL            | 14 | Javier Hernández    |        | 75'     |
| Entrenador:    |    |                     |        |         |
| Miguel Herrera |    |                     |        |         |

| Árbitros asistentes: Bertino Miranda Tiago Trigo Cuarto oficial: Carlos Vera Árbitro asistente de reserva: Christian Lescano |

### Cuartos de final

#### Países Bajos - Costa Rica
| 5 de julio de 2014, 17:00 | Países Bajos                          | 0:0 (t. s.)(4:3 p.)        | Costa Rica                                 | Arena Fonte Nova, Salvador                                  |                                                             |
|                           |                                       | Reporte                    |                                            | Asistencia: 51 179 espectadores Árbitro(s): Ravshan Irmatov | Asistencia: 51 179 espectadores Árbitro(s): Ravshan Irmatov |
|                           |                                       | Tiros desde el punto penal |                                            |                                                             |                                                             |
|                           | Van Persie · Robben · Sneijder · Kuyt |                            | Borges · Ruiz · González · Bolaños · Umaña |                                                             |                                                             |

|  | Bandera de los Países Bajos |  | Bandera de Costa Rica |  |
|  | --------------------------- |  | --------------------- |  |

| PAÍSES BAJOS   |    |                     |      |         |
|                |    |                     |      |         |
| POR            | 1  | Jasper Cillessen    |      | 120'+1' |
| DEF            | 15 | Dirk Kuyt           |      |         |
| DEF            | 3  | Stefan De Vrij      |      |         |
| DEF            | 2  | Ron Vlaar           |      |         |
| DEF            | 4  | Bruno Martins Indi  | 64'  | 106'    |
| DEF            | 5  | Daley Blind         |      |         |
| MED            | 20 | Georginio Wijnaldum |      |         |
| MED            | 10 | Wesley Sneijder     |      |         |
| DEL            | 11 | Arjen Robben        |      |         |
| DEL            | 9  | Robin van Persie    |      |         |
| DEL            | 21 | Memphis Depay       |      | 76'     |
| Sustituciones: |    |                     |      |         |
| DEL            | 17 | Jeremain Lens       |      | 76'     |
| DEL            | 19 | Klaas Jan Huntelaar | 111' | 106'    |
| POR            | 23 | Tim Krul            |      | 120'+1' |
| Entrenador:    |    |                     |      |         |
| Louis van Gaal |    |                     |      |         |

| COSTA RICA       |    |                    |      |     |
|                  |    |                    |      |     |
| POR              | 1  | Keylor Navas       |      |     |
| DEF              | 16 | Cristian Gamboa    |      | 79' |
| DEF              | 2  | Johnny Acosta      | 107' |     |
| DEF              | 3  | Giancarlo González | 81'  |     |
| DEF              | 4  | Michael Umaña      | 52'  |     |
| DEF              | 15 | Júnior Díaz        | 37'  |     |
| MED              | 9  | Joel Campbell      |      | 66' |
| MED              | 17 | Yeltsin Tejeda     |      | 97' |
| MED              | 5  | Celso Borges       |      |     |
| MED              | 7  | Christian Bolaños  |      |     |
| DEL              | 10 | Bryan Ruiz         |      |     |
| Sustituciones:   |    |                    |      |     |
| DEL              | 21 | Marco Ureña        |      | 66' |
| DEF              | 8  | Dave Myrie         |      | 79' |
| MED              | 22 | José Miguel Cubero |      | 97' |
| Entrenador:      |    |                    |      |     |
| Jorge Luis Pinto |    |                    |      |     |

| Árbitros asistentes: Abduxamidullo Rasulov Bakhadyr Kochkarov Cuarto oficial: Noumandiez Doue Árbitro asistente de reserva: Songuifolo Yeo |

### Semifinales

#### Países Bajos - Argentina
| 9 de julio de 2014, 17:00 | Países Bajos                     | 0:0 (t. s.)(2:4 p.)        | Argentina                               | Arena Corinthians, São Paulo                             |                                                          |
|                           |                                  | Reporte                    |                                         | Asistencia: 63 267 espectadores Árbitro(s): Cüneyt Çakır | Asistencia: 63 267 espectadores Árbitro(s): Cüneyt Çakır |
|                           |                                  | Tiros desde el punto penal |                                         |                                                          |                                                          |
|                           | Vlaar · Robben · Sneijder · Kuyt |                            | Messi · Garay · Agüero · Maxi Rodríguez |                                                          |                                                          |

|  | Bandera de los Países Bajos |  | Bandera de Argentina |  |
|  | --------------------------- |  | -------------------- |  |

| PAÍSES BAJOS   |    |                     |      |         |
|                |    |                     |      |         |
| POR            | 1  | Jasper Cillessen    |      |         |
| DEF            | 15 | Dirk Kuyt           |      |         |
| DEF            | 3  | Stefan De Vrij      |      |         |
| DEF            | 2  | Ron Vlaar           |      |         |
| DEF            | 4  | Bruno Martins Indi  | 45'  | 46'(ET) |
| DEF            | 5  | Daley Blind         |      |         |
| MED            | 20 | Georginio Wijnaldum |      |         |
| MED            | 6  | Nigel de Jong       |      | 62'     |
| MED            | 10 | Wesley Sneijder     |      |         |
| DEL            | 9  | Robin van Persie    |      | 96'     |
| DEL            | 11 | Arjen Robben        |      |         |
| Sustituciones: |    |                     |      |         |
| DEF            | 7  | Daryl Janmaat       |      | 46'(ET) |
| MED            | 16 | Jordy Clasie        |      | 62'     |
| DEL            | 19 | Klaas Jan Huntelaar | 105' | 96'     |
| Entrenador:    |    |                     |      |         |
| Louis van Gaal |    |                     |      |         |

| ARGENTINA         |    |                   |     |      |
|                   |    |                   |     |      |
| POR               | 1  | Sergio Romero     |     |      |
| DEF               | 4  | Pablo Zabaleta    |     |      |
| DEF               | 15 | Martín Demichelis | 49' |      |
| DEF               | 2  | Ezequiel Garay    |     |      |
| DEF               | 16 | Marcos Rojo       |     |      |
| MED               | 8  | Enzo Pérez        |     | 81'  |
| MED               | 6  | Lucas Biglia      |     |      |
| MED               | 14 | Javier Mascherano |     |      |
| MED               | 22 | Ezequiel Lavezzi  |     | 101' |
| DEL               | 10 | Lionel Messi      |     |      |
| DEL               | 9  | Gonzalo Higuaín   |     | 82'  |
| Sustituciones:    |    |                   |     |      |
| DEL               | 18 | Rodrigo Palacio   |     | 81'  |
| DEL               | 8  | Sergio Agüero     |     | 82'  |
| MED               | 11 | Maxi Rodríguez    |     | 101' |
| Entrenador:       |    |                   |     |      |
| Alejandro Sabella |    |                   |     |      |

| Árbitros asistentes: Bahattin Duran Tarık Ongun Cuarto oficial: Jonas Eriksson Árbitro asistente de reserva: Mathias Klasenius |

### Partido por el tercer puesto

#### Brasil - Países Bajos
| 12 de julio de 2014, 17:00 | Brasil | 0:3 (0:2) | Países Bajos                                     | Estadio Nacional, Brasilia                                  |                                                             |
|                            |        | Reporte   | van Persie 2' (pen.) · Blind 16' · Wijnaldum 90' | Asistencia: 68 034 espectadores Árbitro(s): Djamel Haimoudi | Asistencia: 68 034 espectadores Árbitro(s): Djamel Haimoudi |

|  | Bandera de Brasil |  | Bandera de los Países Bajos |  |
|  | ----------------- |  | --------------------------- |  |

| BRASIL              |    |              |     |         |
|                     |    |              |     |         |
| POR                 | 12 | Júlio César  |     |         |
| DEF                 | 23 | Maicon       |     |         |
| DEF                 | 3  | Thiago Silva | 2'  |         |
| DEF                 | 4  | David Luiz   |     |         |
| DEF                 | 14 | Maxwell      |     |         |
| MED                 | 8  | Paulinho     |     | 57'     |
| MED                 | 17 | Luiz Gustavo |     | 46'(ET) |
| MED                 | 16 | Ramires      |     | 73'     |
| MED                 | 19 | Willian      |     |         |
| MED                 | 11 | Oscar        | 68' |         |
| DEL                 | 21 | Jô           |     |         |
| Sustituciones:      |    |              |     |         |
| MED                 | 5  | Fernandinho  | 54' | 46'(ET) |
| MED                 | 18 | Hernanes     |     | 57'     |
| DEL                 | 7  | Hulk         |     | 73'     |
| Entrenador:         |    |              |     |         |
| Luiz Felipe Scolari |    |              |     |         |

| PAÍSES BAJOS   |    |                     |     |        |
|                |    |                     |     |        |
| POR            | 1  | Jasper Cillessen    |     | 90'+3' |
| DEF            | 15 | Dirk Kuyt           |     |        |
| DEF            | 3  | Stefan De Vrij      |     |        |
| DEF            | 2  | Ron Vlaar           |     |        |
| DEF            | 4  | Bruno Martins Indi  |     |        |
| DEF            | 5  | Daley Blind         |     | 70'    |
| MED            | 20 | Georginio Wijnaldum |     |        |
| MED            | 16 | Jordy Clasie        |     | 90'    |
| MED            | 8  | Jonathan de Guzmán  | 36' |        |
| DEL            | 9  | Robin van Persie    |     |        |
| DEL            | 11 | Arjen Robben        | 9'  |        |
| Sustituciones: |    |                     |     |        |
| DEF            | 7  | Daryl Janmaat       |     | 70'    |
| DEF            | 13 | Joël Veltman        |     | 90'    |
| POR            | 22 | Michel Vorm         |     | 90'+3' |
| Entrenador:    |    |                     |     |        |
| Louis van Gaal |    |                     |     |        |

| Árbitros asistentes: Rédouane Achik Abdelhalk Etchiali Cuarto oficial: Yuichi Nishimura Árbitro asistente de reserva: Toru Sagara |

## Estadísticas

### Participación de jugadores
| #  | Pos        | Jugador          | PJ (T/S) | Minutos Jugados | Goles recibidos | Atajos | Tarjetas Amarillas | Doble Tarjeta Amarilla y Roja | Tarjetas Rojas |
| -- | ---------- | ---------------- | -------- | --------------- | --------------- | ------ | ------------------ | ----------------------------- | -------------- |
| 1  | Guardameta | Jasper Cillessen | 7        | -4              | -               | -      | -                  | -                             | -              |
| 22 | Guardameta | Michel Vorm      | 1        | -               | -               | -      | -                  | -                             | -              |
| 23 | Guardameta | Tim Krul         | 1        | -               | -               | -      | -                  | -                             | -              |

| #  | Pos            | Jugador             | PJ (T/S) | (P) | Asistencias | Minutos Jugados | Tarjetas Amarillas | Doble Tarjeta Amarilla y Roja | Tarjetas Rojas |
| -- | -------------- | ------------------- | -------- | --- | ----------- | --------------- | ------------------ | ----------------------------- | -------------- |
| 2  | Defensa        | Ron Vlaar           | 7        | 0   | 0           | -               | -                  | -                             | -              |
| 3  | Defensa        | Stefan De Vrij      | 7        | 1   | 0           | -               | -                  | -                             | -              |
| 4  | Defensa        | Bruno Martins Indi  | 6        | 0   | 0           | -               | -                  | -                             | -              |
| 5  | Defensa        | Daley Blind         | 7        | 1   | 3           | -               | -                  | -                             | -              |
| 6  | Centrocampista | Jonathan de Guzmán  | 3        | 0   | 1           | -               | -                  | -                             | -              |
| 7  | Defensa        | Daryl Janmaat       | 5        | 0   | 2           | -               | -                  | -                             | -              |
| 8  | Centrocampista | Nigel de Jong       | 5        | 0   | 0           | -               | -                  | -                             | -              |
| 9  | Delantero      | Robin van Persie    | 6        | 4   | 0           | -               | -                  | -                             | -              |
| 10 | Centrocampista | Wesley Sneijder     | 6        | 1   | 2           | -               | -                  | -                             | -              |
| 11 | Delantero      | Arjen Robben 2.º    | 7        | 3   | 3           | -               | -                  | -                             | -              |
| 12 | Defensa        | Paul Verhaegh       | 1        | 0   | 0           | -               | -                  | -                             | -              |
| 13 | Defensa        | Joël Veltman        | 2        | 0   | 0           | -               | -                  | -                             | -              |
| 14 | Defensa        | Terence Kongolo     | 1        | 0   | 0           | -               | -                  | -                             | -              |
| 15 | Delantero      | Dirk Kuyt           | 5        | 0   | 0           | -               | -                  | -                             | -              |
| 16 | Centrocampista | Jordy Clasie        | 2        | 0   | 0           | -               | -                  | -                             | -              |
| 17 | Delantero      | Jeremain Lens       | 4        | 0   | 0           | -               | -                  | -                             | -              |
| 18 | Centrocampista | Leroy Fer           | 1        | 1   | 0           | -               | -                  | -                             | -              |
| 19 | Delantero      | Klaas-Jan Huntelaar | 3        | 1   | 1           | -               | -                  | -                             | -              |
| 20 | Centrocampista | Georginio Wijnaldum | 7        | 1   | 0           | -               | -                  | -                             | -              |
| 21 | Delantero      | Memphis Depay       | 4        | 2   | 1           | -               | -                  | -                             | -              |